# Ursonate

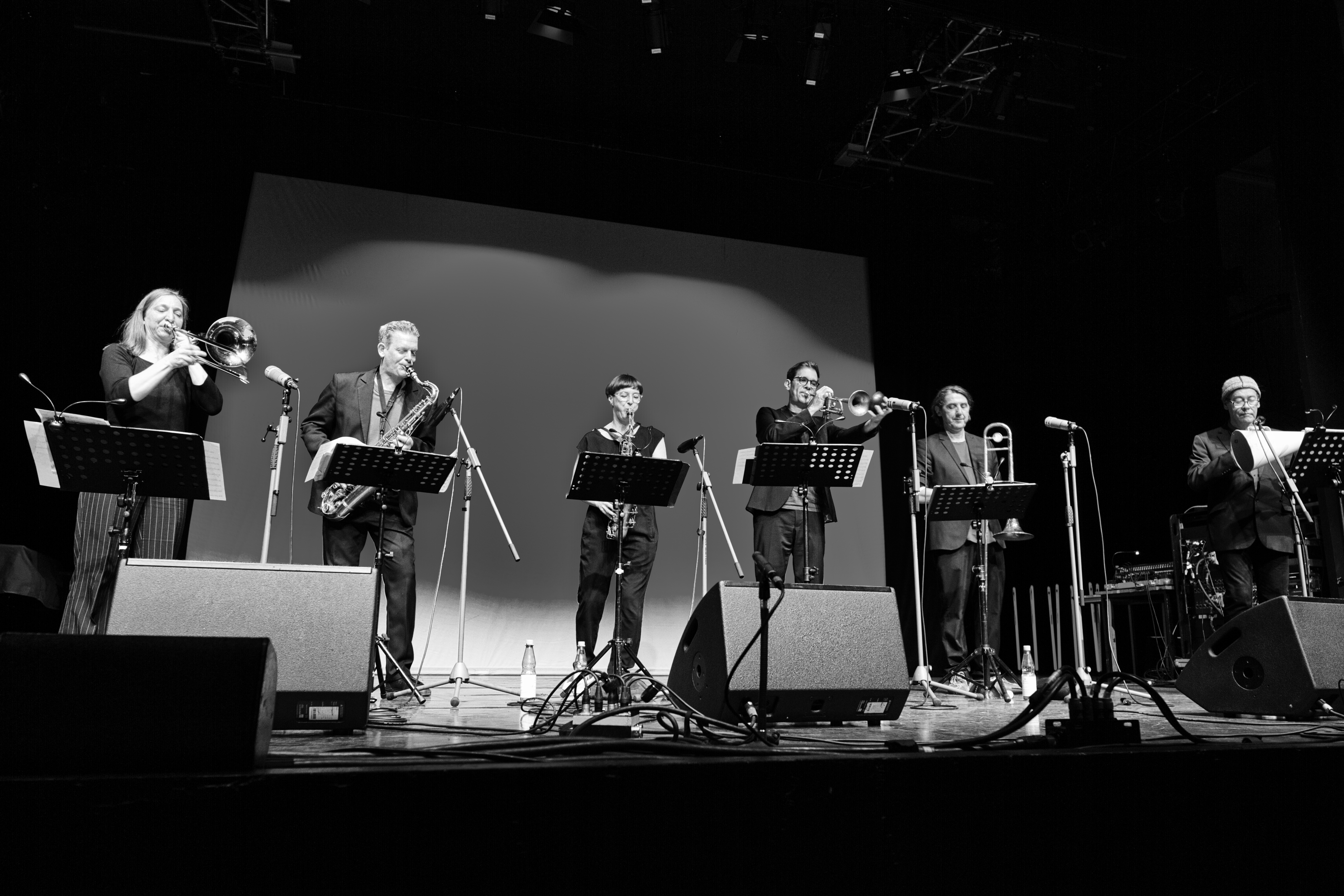
Das Ensemble Potsa Lotsa mit der Aufführung der Ursonate während des Rudolstadt-Festivals 2024. Rezitator ist Thomas Krüger.

Die Ursonate oder Sonate in Urlauten ist ein dadaistisches Lautgedicht von Kurt Schwitters. Die Ursonate wurde zwischen 1923 und 1932 in verschiedenen Versionen erarbeitet.

## Aufnahmen
Die Fassung von 1932 liegt als Tondokument vor, sie wurde am 5. Mai 1932 in Stuttgart von der Reichsrundfunkgesellschaft aufgezeichnet. Gleichzeitig wurde in Heft 24 von Schwitters Zeitschrift Merz die vollständige Partitur veröffentlicht. Der renommierte Typograf Jan Tschichold gestaltete den Schriftsatz der Partitur.
Die 1993 von WERGO als „Original Performance by Kurt Schwitters“ auf CD veröffentlichte Gesamtaufnahme stammt tatsächlich von Schwitters Sohn Ernst. Nachdem Hans Burkhard Schlichting von der Redaktion Hörspiel des SWR darauf bereits in einem Brief vom 20. September 1999 aufmerksam gemacht hatte, wurde das durch ein Stimmvergleichsgutachten von Jens-Peter Köster, Universität Trier, bestätigt.
Willem Breukers Label BVHAAST veröffentlichte 1986 eine LP des holländischen Vokalisten Jaap Blonk. Als Beilage diente eine Kopie der Partitur Tschicholds. Auf Veranlassung von Ernst Schwitters wurde fast die gesamte Auflage dieser Produktion aus urheberrechtlichen Gründen vernichtet. Unter dem Pseudonym Reverof Zrem (bitte rückwärts lesen!) brachte Blonk 1993 eine weitere Version der Ursonate auf Cassette heraus. Das Jahr der Veröffentlichung wurde aus unbekannten Gründen auf 1998 vordatiert. Nach dem Tod von Ernst Schwitters im Jahr 1996 wurde Blonks Version von 1986 zusammen mit einer weiteren Version von 2003 auf einer Doppel-CD wiederveröffentlicht.
Ein urheberrechtliches Kuriosum resultierte aus Aktivitäten des Berliner Konzeptkünstlers Wolfgang Müller. Müller reiste im Frühjahr 1997 auf die einsame norwegische Insel Hjertøya in der Nähe von Molde, um nach Spuren von Kurt Schwitters zu suchen, der dort ab 1932 im norwegischen Exil zusammen mit seiner Frau Helma und Sohn Ernst die Sommermonate verbrachte. Er fand eine winzige Hütte, voll mit von Kurt Schwitters stammenden, im Lauf der Zeit aber beschädigten Collagen, Beschriftungen und bemalten Gipssäulen, und dokumentierte fotografisch diese Reste von Schwitters Aktivität. Als Kenner der Ursonate fiel ihm auf, dass die Stare als imitationsbegabte Vögel in der Umgebung der Hütte Passagen der Ursonate „rezitierten“. Er nahm die Vogelgesänge auf und dokumentierte sie auf einer CD, die er während einer Ausstellung seiner Fotos in einer Berliner Galerie zusammen mit dem Katalog veröffentlichte. Daraufhin bat ihn die Kiepenheuer Bühnenvertriebs GmbH als Verwalterin der Aufführungsrechte mitzuteilen, von wem er „die Genehmigung hierzu erhalten habe, damit wir der Sache nachgehen können“. Man ließ die Angelegenheit jedoch auf sich beruhen, nachdem Müller mitgeteilt hatte, dass auf der CD die Ursonate nicht mit dem „Geschrei von Vögeln“ intoniert worden sei und er von der GEMA eine Sondergenehmigung erhalten habe, die CD-Produktion als Vogelstimmenaufnahmen unter der Rubrik „Naturgeräusche“ anzumelden, da es sich nicht um eine Komposition von ihm handele.
Weitere Versionen der Ursonate wurden von dem Flötisten Eberhard Blum, den Vokalisten Arnulf Appel, dem Rezitator Bernd Rauschenbach, dem Fagottisten Alexander Voigt, und dem Ensemble Schwindlinge (Interpreten: Martin Ebelt, Silke Egeler-Wittmann, Thorsten Gietz) vorgelegt.
Eine einminütige „Kurzfassung“ des englischen Jazzsängers George Melly findet sich auf dem von Morgan Fisher zusammengestellten Compilation-Album „Miniatures“. Das Stück trägt den Titel „Sounds that saved my life (Homage to K.S.)“. Angeblich konnte Melly durch die Rezitation dieses Stücks einen Angriff mehrerer Betrunkener abwehren.
Die Mehrkanal Sound-Arbeit Urbirds singing the Sonata der Klangkünstlerin Astrid Seme erzählt, was Kurt Schwitters gehört haben könnte, um zu seinem Lautgedicht und dessen rhythmischer Partitur zu gelangen.

## Tonträger
- Kurt Schwitters: Kurt Schwitters, Philip Granville, Lords Gallery, London, Privatpressung, LP, 1958
- Kurt Schwitters: Ursonate – Original Performance by Kurt Schwitters, Wergo WER 6304-2, Mainz, CD, 1993
- Urwerk. Schwitters und andere lesen Schwitters. MP3-CD (ca. 246 Minuten) mit Begleitbuch. Zweitausendeins Verlag, Frankfurt am Main 2008, ISBN 978-3-86150-674-4
- Jaap Blonk: Ursonate – Sonate in Urlauten, BHVAAST 063, Amsterdam, LP, 1983
- Reverof Zrem (Jaap Blonk), Ursonate, Rindertalg, Cassette, 1993
- Jaap Blonk: Ursonate, Basta 3091452, Aalsmar (NL), DoCD, 2003
- sprechbohrer: ursonate und andere konsequente dichtung, Wergo WER 63162, Mainz, 2014 (Gesamtfassung der Ursonate und Schwitters’ kompletter "Konsequenter Dichtung" in dreistimmigen Sprechfassungen)
- Eberhard Blum: Ursonate, Hat ART CD 6109, Therwil (CH), CD, 1992
- Arnulf Appel: Ursonate in der Inszenierung von Arnulf Appel und Eric Erfurth, LOGO 4764, LOGO Verlag Eric Erfurth, Obernburg am Main, CD, 1993
- Bernd Rauschenbach: Von der Gurgel bis zur Zehe, Kein & Aber, Zürich, DoCD, 2003, ISBN 3-0369-1142-1.
- Alexander Voigt: Ursonate, Conträr Musik 1344-2, Hamburg, CD, 2004
- Die Schwindlinge: What a Beauty – The Ursonate and further phonetic poems, Wergo WER 63132, Mainz, CD, 2004
- Wolfgang Müller: Hausmusik – Stare von Hjertoya singen Schwitters, Katalog und CD, Berlin 2000
- ExVoCo: Kurt Schwitters: Lautpoesie, sound-rel CDs DRE 90103, 2002
- Luke McGowan Robo Ursonate – a speech synthesis machine interpretation of Kurt Schwitters Ursonate Lost Frog LF067MP3, Tokyo 2006
- Spiritus Noister: Ursonate, Hungaroton, EAN 5991813225924, CD, 2004
- Pago Libre Sextett: platzDADA!, Christoph Merian Verlag, CD, 2008
- Astrid Seme: Urbirds singing the Sonata, Mark Pezinger Books, CD-Edition, 2011[9]